# Camous
Camous korábbi község Franciaország Okcitánia régiójában, Hautes-Pyrénées megyében. Lakosainak száma 25 fő (2018. január 1.). Camous Ilhet, Ardengost, Beyrède-Jumet, Fréchet-Aure és Sarrancolin községekkel határos.
2019. január 1-jén Beyrède-Jumet korábbi községgel egyesült és az így létrejött Beyrède-Jumet-Camous új község része lett.

## Népesség
A település népességének változása:
| Lakosok száma | 24   | 24   | 25   | 25   | 25   |
|               | 2013 | 2015 | 2016 | 2017 | 2018 |